# 필키르
필키르(아이슬란드어: Fylkir)는 아이슬란드 레이캬비크의 축구 클럽으로, 현재 인카소-데일딘에서 활동하고 있다.

## 성적
- 랜드스반카데일딘
  - 준우승 2회 (2000, 2002)
- 아이슬란드 컵
  - 우승 2회 (2001, 2002)